# Martin O'Connell (football gaélique)
Pour les articles homonymes, voir O'Connell.
Martin O'Connell est un joueur de football gaélique. Il a joué pour le club de St Michael's et l’équipe du Comté de Meath avec lequel il a gagné trois All-Ireland.
Martin O'Connell fait ses débuts en équipe du Comté de meath en 1984 lors d’un match contre Westmeath GAA. Il a gagné au total rois championnats d’Irlande de football gaélique sous la direction de Seán Boylan en 1987, 1988 et 1996, six championnats du leinster, trois ligue nationale de football gaélique. Il a été quatre fois élu dans l’équipe All-Satr qui regroupe les meilleurs joueurs du championnat en 1988, 1990, 1991 et 1996.
En 1996 il a été élu meilleur joueur de l’année et remporté ainsi le trophée du Texaco Footballer of the Year.
En 2000, il a été élu dans l’équipe du Millénaire de l’Association athlétique gaélique au poste de milieu de terrain défensif.
Son portrait apparait sur un timbre édité par l'État d’Irlande.